# Banjo y Kazooie
Banjo y Kazooie son los personajes principales de la serie de videojuegos Banjo-Kazooie, creada por la compañía británica Rare. Banjo y Kazooie se introdujeron como personajes jugadores en el Banjo-Kazooie original. Banjo es un oso acompañado por Kazooie, un pájaro, que a menudo se ve buscando refugio en su mochila y emergiendo para realizar varios movimientos y ataques. La pareja ha emprendido numerosas aventuras juntos, el propósito de la mayoría de ellas es detener los siniestros planes de la malvada bruja Gruntilda.
Banjo debutó por primera vez como uno de los personajes jugables en Diddy Kong Racing. Décadas después del lanzamiento del juego original, Banjo y Kazooie ganaron una gran atención por sus apariciones jugables en el videojuego de lucha Super Smash Bros. Ultimate. Banjo y Kazooie recibieron críticas positivas con su humor en la serie Banjo-Kazooie y apariciones en Super Smash Bros. Ultimate.

## Concepto y diseño
Gregg Mayles se desempeñó como diseñador jefe de ambos personajes. Según Rare, "Queríamos que los personajes atrajeran principalmente a un público más joven pero, al mismo tiempo, les dieran suficiente humor y actitud para no desanimar a los jugadores mayores". El primer prototipo de los personajes llamado 'Sueño', donde los jugadores controlarían a un niño a través de una tierra prehistórica con una espada, se transformó en Banjo y Kazooie. Al hacer el juego, Rare decidió concentrarse totalmente en Banjo y sus habilidades. Kazooie fue concebida más tarde durante la planificación de tales habilidades. Según Mayles, "se nos ocurrió la idea de que pudieran aparecer un par de alas de su mochila para ayudarlo a realizar un segundo salto. También queríamos que Banjo pudiera correr muy rápido cuando fuera necesario, así que agregamos un par de patas que aparecían desde la parte inferior de la mochila. Llegamos a la conclusión lógica de que estos podrían pertenecer a otro personaje, uno que realmente vivía en la mochila de Banjo". El personaje Kazooie recibió su nombre de un kazoo, que se consideraba un instrumento molesto, "muy parecido a la personalidad del pájaro", explicó Mayles. En lugar de un diálogo real, todos los personajes del juego presentan voces que "murmuran". Esta elección se tomó para transmitir sus personalidades sin que ellos realmente hablaran, ya que Rare sintió que el discurso real "podría arruinar la percepción que el jugador tiene de los personajes". En Banjo-Kazooie: Nuts & Bolts, al rediseñar los personajes de Banjo y Kazooie, Mayles y Bryan tuvieron la tarea de encontrar una forma adecuada de actualizar los dos personajes. Inicialmente, diseñaron personajes de alta resolución para los protagonistas, pero Bryan recordó que les faltaba "el encanto" que tenía el juego original. Más tarde, durante el desarrollo, Bryan sugirió que los personajes del juego deberían aparecer "en forma de cubo", y así finalizó los diseños con bordes suaves, conservando la apariencia original de los dos personajes. Mayles dijo que todo el trabajo de voz de los personajes fue realizado internamente por el personal de Rare; El programador principal de Banjo-Kazooie, Chris Sutherland, retomó su papel de dar voz a Banjo y Kazooie. Cuando Rare se convirtió en un desarrollador propio de la Xbox de Microsoft, las marcas comerciales de Character como Banjo y Kazooie fueron retenidas por Rare.

## Apariciones
Banjo y Kazooie aparecieron originalmente como personajes jugables en Banjo-Kazooie, Banjo-Tooie, Banjo-Kazooie: Grunty's Revenge, Banjo-Pilot  y Banjo-Kazooie: Nuts & Bolts.
Fuera de la serie Banjo-Kazooie, Banjo se incluyó como un corredor jugable en Diddy Kong Racing, Banjo y Kazooie también aparecen como un corredor jugable en la versión Xbox 360 de Sonic & Sega All-Stars Racing. El desarrollador Sumo Digital colaboró con Rare para la inclusión del personaje, y Rare le dio a Sumo acceso a su biblioteca de activos, además de diseñar y modelar el vehículo del juego de Banjo y Kazooie. Varias máscaras de personajes basadas en la serie están disponibles como contenido descargable en varias versiones de Minecraft. Banjo y Kazooie han aparecido en un juego de multitudes SXSW agitando los brazos.
Banjo y Kazooie también aparecen como un solo luchador jugable a través del contenido descargable en el juego de lucha de 2018 Super Smash Bros. Ultimate. Phil Spencer, director de la marca Xbox, declaró que negociar la inclusión de los personajes fue un "trato fácil de hacer" debido a su sólida relación de terceros con Nintendo. Los personajes fueron lanzados el 4 de septiembre de 2019, junto con un escenario basado en los arreglos musicales de Spiral Mountain y Banjo-Kazooie, incluido uno del compositor original Grant Kirkhope. El artista de Diddy Kong Racing, Paul Cunningham fue responsable del diseño de Banjo y Kazooie en Super Smash Bros. Ultimate. El director de Rare Craig Duncan explicó que cómo funcionó con el DLC de Smash Bros. al decir que se reunió con Nintendo en el E3 2019 antes de anunciarlo, luego conectaron a sus equipos porque pensaron que parecía una gran oportunidad. Durante la entrevista de la industria de los juegos a Craig Duncan de Rare, Duncan compartió que Minecraft había allanado el camino para esa relación entre Nintendo y Microsoft. En el que Minecraft finalmente ayudó a Banjo y Kazooie en Smash Bros.  Masahiro Sakurai ha explicado que la incorporación de Banjo y Kazooie como luchador jugable en Super Smash Bros. Ultimate sucedió "con bastante facilidad", a pesar de la propiedad de Microsoft.

## Recepción
Los críticos dan crédito a los patrones de habla únicos y diversos de los personajes en la serie Banjo-Kazooie. Nintendo Power comentó que los personajes "tienen una actitud más ruidosa que Mario y su equipo". En Banjo-Pilot, Eurogamer y VideoGamer notaron que personajes como Banjo eran relativamente oscuros y probablemente solo serían reconocidos por aquellos que jugaban a los juegos de Nintendo 64. En Banjo-Kazooie: Grunty's Revenge, GameZone apreció que Rare trajo de vuelta "el hilarante e indescriptible jibber-jabber de Banjo". Edge afirmó que sus personajes son "imposibles de desagradar". Samuel James Riley de GamesRadar mencionó a Banjo y Kazooie como los mejores dúos de videojuegos, y además afirmó que, a diferencia de algunos dúos, las peculiaridades de Banjo y Kazooie realmente funcionan para mejorarse mutuamente. Nick Gillett de The Guardian enumeró a Kazooie como los mejores compinches de los videojuegos, y afirmó además que la relación de Kazooie con Banjo es una inversión agradable de la estrategia de compinche normalmente complaciente. Gus Turner de Complex Networks enumeró a Banjo y Kazooie como los héroes de videojuegos más olvidados, y afirmó además que el dúo de animales de Rare se popularizó a lo grande entre los jugadores de N64. Se ha creado un fan-made de Banjo-Kazooie que aparece en el estilo artístico de Super Mario RPG. Ravi Sinha de GamingBolt nombró a Banjo & Kazooie en su aparición en Banjo Kazooie: Nuts and Bolts como el cuarto de su "Peor diseño de personajes de videojuegos", afirmando que "Si jugaste a Banjo Kazooie y su secuela intermitente, el dúo dinámico se mostró tan lindo pero no tan dominante. El mordaz ingenio de Kazooie y la naturaleza amistosa de Banjo se sentían bien. Así que, por supuesto, Banjo Kazooie: Nuts and Bolts tuvo que convertirlos en figuras más "de vanguardia". Kazooie está prácticamente goteando descaro mientras Banjo se ve, bueno, sombrío. ¡Gracias, Microsoft!"
Antes de ser anunciado para Super Smash Bros. Ultimate, Banjo y Kazooie fue una opción popular para su inclusión en la lista de los fanáticos, incluidos sitios web como Screen Rant, IGN, Metro, y Paste. La popularidad de Banjo y Kazooie ha aumentado, particularmente con la incorporación de Super Smash Bros. Ultimate, con fanáticos elogiando su incorporación a la lista. Steve Mayles también dijo que la adición de los personajes podría ser el juego que salvará la serie Banjo-Kazooie. Steve Mayles también elogió las apariciones del dúo en Smash Bros. Ultimate, y se sorprendió con la recepción. Cecilia D'Anastasio de Kotaku dijo que las apariciones de Banjo y Kazooie en Smash Bros. son un rompecabezas, criticando los movimientos lentos y los retrasos, y consideró que los personajes no son tan buenos como parecen. Bryce Johnson de Screen Rant incluyó a Banjo y Kazooie en el puesto ocho de la lista definitiva de personajes DLC de Super Smash Bros.. Mitchell Saltzman de IGN elogió el diseño de los personajes porque aún se mantiene fiel a sus diseños N64, al mismo tiempo que los hace más expresivos que nunca. David Lozada de GameRevolution afirmó que la revelación de Banjo y Kazooie fue "extraña".
En 2020, Toys 'R Us, Totaku, y Lego habían creado Amiibo de Banjo y Kazooie. Youtooz también hizo coleccionables de ambos personajes, y figuras de vinilo.